# Havelock (Iowa)
Pour les articles homonymes, voir Havelock.
Havelock est une ville du comté de Pocahontas, en Iowa, aux États-Unis. Elle est fondée en 1881 et incorporée le 16 février 1892.

## Source de la traduction
- (en) Cet article est partiellement ou en totalité issu de l’article de Wikipédia en anglais intitulé « Havelock, Iowa » (voir la liste des auteurs).